# Darol Anger

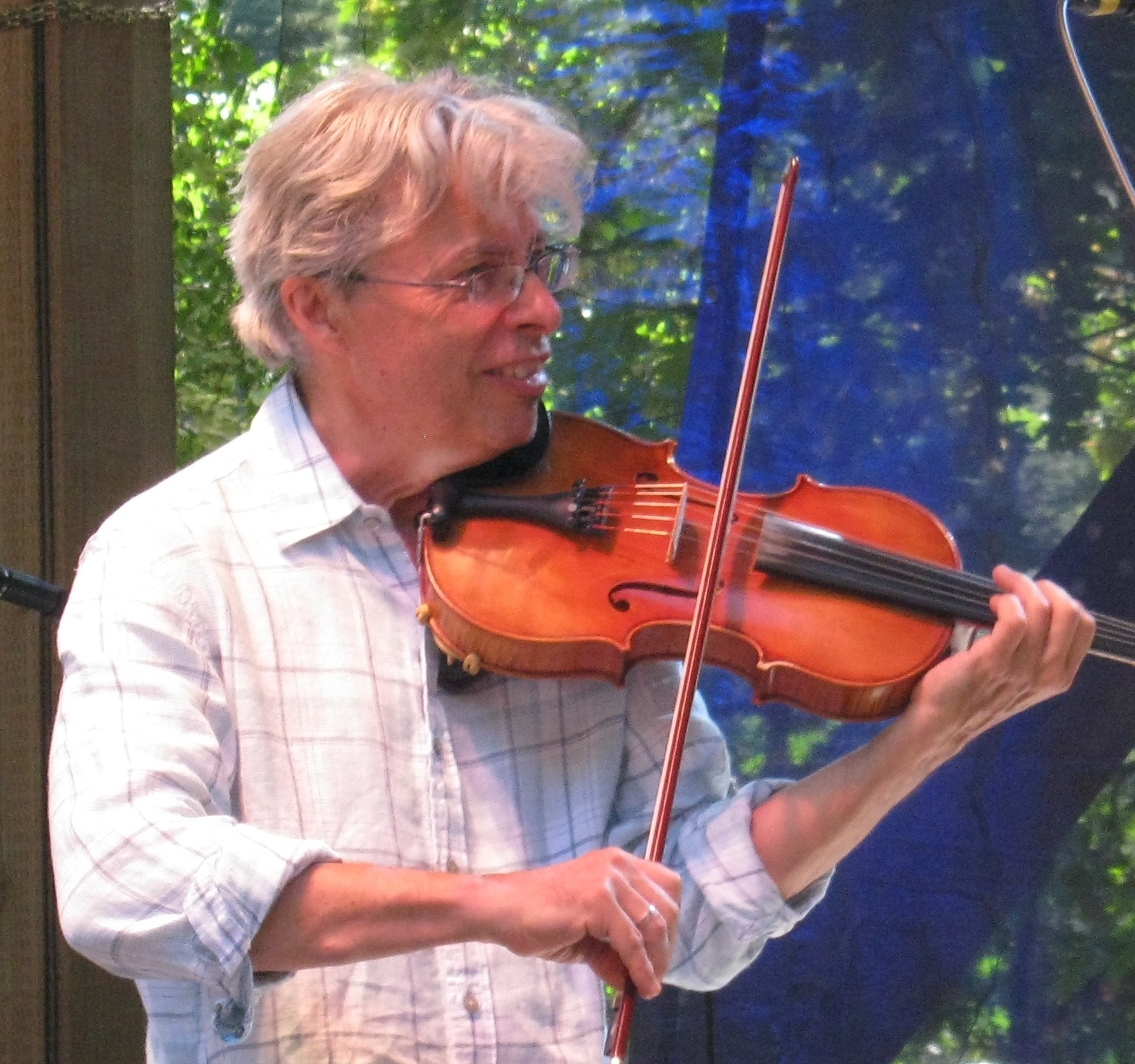
Darol Anger (2013)

Darol Anger (* 1953 in San Francisco, Kalifornien) ist ein US-amerikanischer Geiger, der genreübergreifend tätig ist.

## Wirken
Anger war mit 21 Jahren ein Gründungsmitglied des Quintetts von David Grisman, das Folk, Blues und Jazz fusionierte. Gemeinsam mit der Pianistin Barbara Higbie nahm er das Album Tideline (1982) für Windham Hill auf. Zwei Jahre später holten die beiden Mike Marshall, Todd Phillips und Andy Narell in ihr Quintett, mit dem sie beim Montreux Jazz Festival auftraten. Bis 1990 war das Quintett als Montreux unterwegs und legte mehrere Alben vor.
1985 war Anger ein Gründungsmitglied des Turtle Island String Quartet, für das er auch arrangierte und komponierte. Als Mitglied der Fiddlers Four (mit Michael Doucet, Bruce Molsky und Rushad Eggleston) wurde er 2002 für einen Grammy nominiert. Gegenwärtig (Stand 2013) leitet er die Republic of Strings, die er mit Scott Nygaard gründete. Daneben spielt er Bluegrass in verschiedenen Formationen, trat aber auch mit Tony Rice, Stéphane Grappelli, Peter Ind, Marin Alsop, Bill Evans, Nickel Creek, Chris Thile & Punch Brothers, Béla Fleck oder Taarka.
Seit 2010 ist er als Associate Professor am Berklee College of Music tätig.

## Diskographie
- Fiddlistics (1981)
- Tideline – mit Barbara Higbie (1982)
- Live at Montreux '84 (1984)
- Chiaroscuro (1985)
- The Duo – mit Mike Marshall (1988)
- Jazz Violin Celebration (1988)
- Like Minds (1997)
- Jam (1999)
- Diary of a Fiddler (1999)
- Christmas Heritage (1998)
- At Home and On The Range (1997)
- Brand New Can (2000)
- Now Hear This (2001)
- Heritage (1996)
- Republic Of Strings (2005)
- Generation Nation (2007)
- Woodshop (2007)
- Mike Marshall and Darol Anger with Väsen (2007)